# Institutes of Natural and Revealed Religion

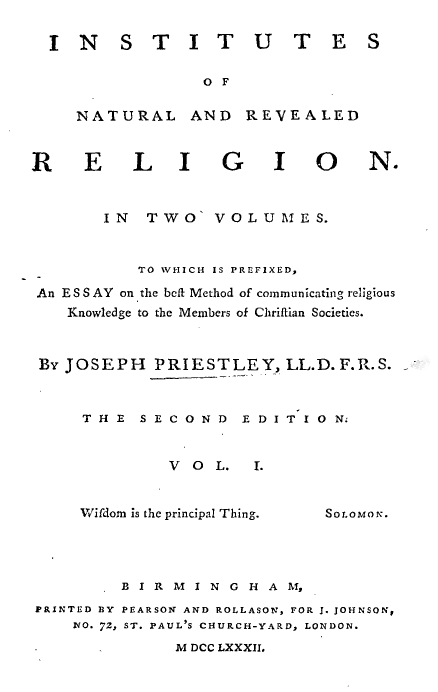
Page de titre de l'ouvrage : Institutes of Natural and Revealed Religion de Joseph Priestley

Institutes of Natural and Revealed Religion, écrit par le prêtre dissident et polymathe britannique Joseph Priestley, est un ouvrage en trois volumes dédié à l'éducation religieuse, publié par Joseph Johnson entre 1772 et 1774. Son argument principal est que révélation  et droit naturel doivent coïncider.

## Genèse de l'ouvrage
Priestley commence l'écriture des Institutes dans les années 1760, alors qu'il est étudiant à la Daventry Academy.  Alors qu'il s'y trouve, il s'est imbibé des principes pédagogiques de son fondateur Philip Doddridge, bien que ce dernier ne soit plus de ce monde, Doddridge mettait l'accent sur la rigueur académique aussi bien que sur la liberté de pensée au sein de l'école, ce qui impressionna Priestley. Ces idéaux feront toujours partie des programmes éducatifs de Priestley. Cependant, les recherches qu'il fait pour l'écriture de son ouvrage vont convaincre Priestley d'abandonner le calvinisme de sa jeunesse et d'adopter le socinianisme, une forme d'unitarisme. 

## Contenu
Les Institutes, qui composent une série d'ouvrages sur l'éducation religieuse, sont « le résumé d'un demi-siècle d'écriture de théologiens libéraux sur un certain nombre de questions et va devenir la norme de l'exposition des croyances de générations d'Unitairiens ». L'argument majeur de Priestley est que seules les vérités religieuses révélées qui sont conformes au droit naturel peuvent être acceptées. Comme ses vues sur la religion étaient étroitement liées à sa compréhension de la nature, ses textes théistes reposent sur l'argument du dessin divin. Nombre des arguments de Priestley sont issus du déisme et de la religion comparée du XVIIIe siècle. Priestley souhaite que le christianisme revienne à sa forme « primitive » ou « pure », par l'élimination des « corruptions » (dévoiements) qui se sont accumulées au fil des siècles. La quatrième partie des Institutes, An History of the Corruptions of Christianity, est si longue qu'il est contraint de la publier séparément en 1782. Il considère Corruptions comme l'ouvrage le plus précieux qu'il ait jamais publié.